# غونزالو كامارغو
غونزالو كامارغو (بالإسبانية: Gonzalo Camargo) هو لاعب كرة قدم أوروغواني في مركز الدفاع، ولد في 16 فبراير 1991 في الأوروغواي. شارك مع منتخب الأوروغواي تحت 17 سنة لكرة القدم ومنتخب الأوروغواي تحت 20 سنة لكرة القدم. أما مع النوادي، فقد لعب مع بنيارول ورامبلا جونيورز وبوسطن ريفر ونادي رينتيستاس وClub Plaza Colonia de Deportes ‏ وجوفينتود وسبورتيفو سيريتو.

## وصلات خارجية
- غونزالو كامارغو على موقع قاعدة بيانات كرة القدم.إي يو (الإنجليزية)
- غونزالو كامارغو على موقع Soccerway.com (الإنجليزية)